# Rosaleda Keisei de Yachiyo
La Rosaleda Keisei de Yachiyo en japonés: 京成バラ園八千代市 Keisei barasono Yachiyo-shi, es una rosaleda y jardín botánico, de 30  hectáreas de extensión, en Yachiyo, en la prefectura de Chiba, Japón. 
Está bajo control del grupo "Keisei Electric Railway Co., Ltd."
La dedicación del vivero Keisei Rose Nurseries a la creación de obtenciones ® de rosas y cultivares de variedades de rosas.

## Localización
Keisei barasono Yachiyo-shi 755, Owadashinden, Yachiyo-shi, Chiba-ken 182-0017, Honshu-jima Japón.
Planos y vistas satelitales. 35°43′51.5″N 140°5′15.1″E / 35.730972, 140.087528
El jardín es visitable por el público en general, de 9:00 a 16:30, se cierra los lunes. 

## Historia

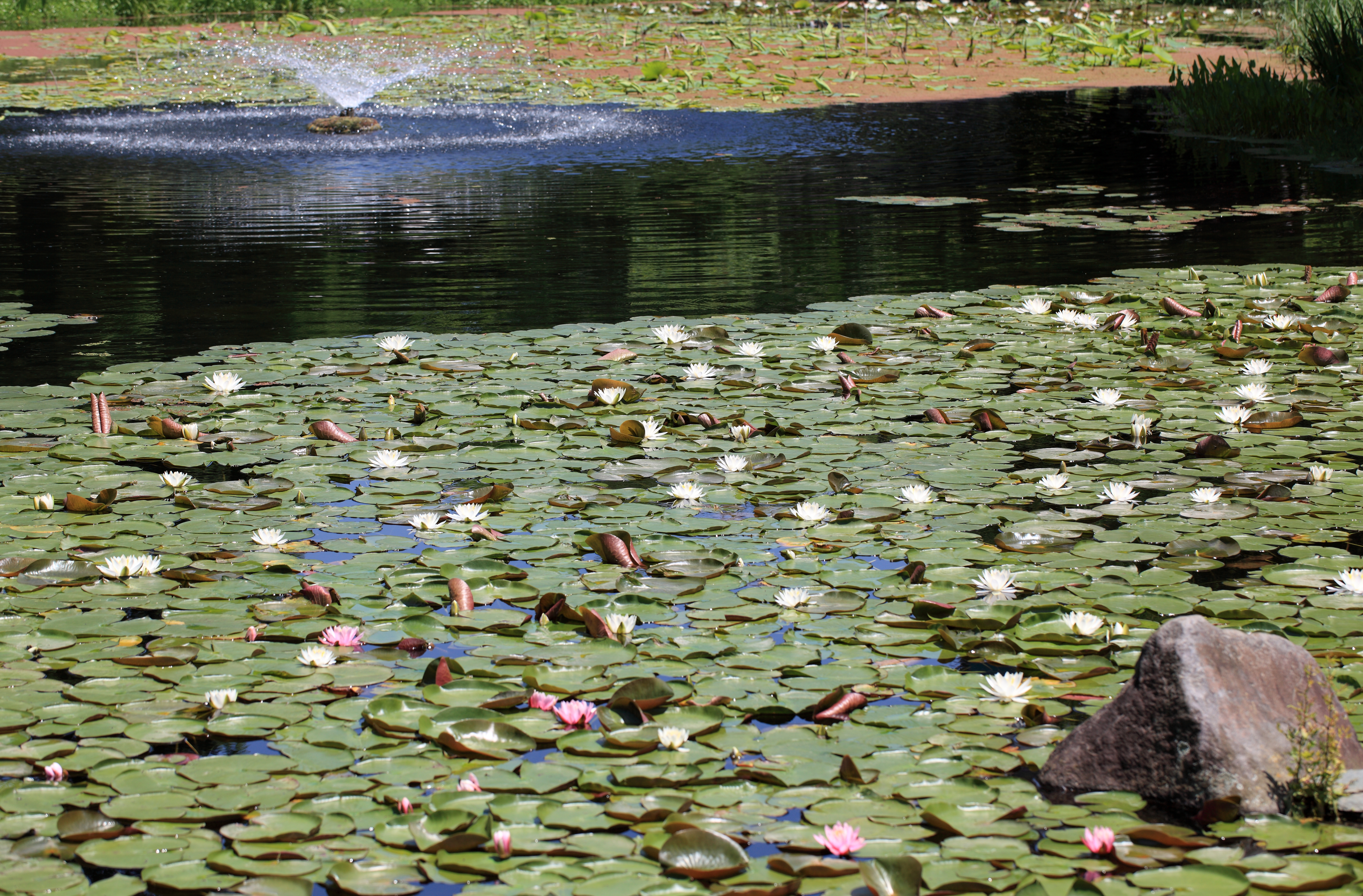
Colección de plantas acuáticas de la rosaleda Keisei.

En marzo del año 1959 la compañía "Keisei Electric Railway" toma la gestión de la compañía viveros "Yatsu" dedicados al cultivo de rosas para jardinería.
El departamento de estudios se trasladó a Katori en la Prefectura de Chiba.
Se crea en 1999 la Rosaleda Keisei de Yachiyo en la Prefectura de Chiba. Un complejo de jardinería con enfoque en las rosas.
En 2010 crean el "Proyecto Amantes de la Santa Tierra" enfocado en la protección de medios ambientes naturales de Japón, el cual está  patrocinado por la asociación sin ánimo de lucro "Centro regional de soporte de actividades".

## Colecciones
En el Jardín Botánico son de destacar:
- Colecciones de plantas ornamentales de flor.
- Colección de cerezos de flor variedades japonesas.
- Rosaleda con variedades de rosas. En esta rosaleda se albergan unos 7,000 pies de rosas con 1.000 variedades. Alberga representación de especies procedentes de todo el mundo, sobre todo de Rosa floribunda, Híbrido de té y especies de rosas silvestres.
- Colección de plantas acuáticas.

## Actividades
La sociedad hortícola "Keisei" es responsable de la hibridación, la selección, el cultivo, la venta y la protección de las especies desarrolladas o seleccionadas entre las especies del grupo.
Es propietaria de campos de cultivo de 30 000 metros cuadrados , mientras que la gestión (y las instalaciones accesorias de la rosaleda, cultivan 7.000 plantas de 1.000 variedades), la Rosaleda Keisei está orgullosa de los grandes logos de nuevas rosas que se lleva a cabo en sus instalaciones.
Tiene un historial ganador en muchas de las competiciones de rosas nuevas que se llevan a cabo a nivel mundial. También es líder en la producción de plántulas de rosas para flor cortada. 
Entre los rosalistas de renombre que trabajan en la compañía son de destacar Hiroshi Hirabayashi y Seizo Suzuki.

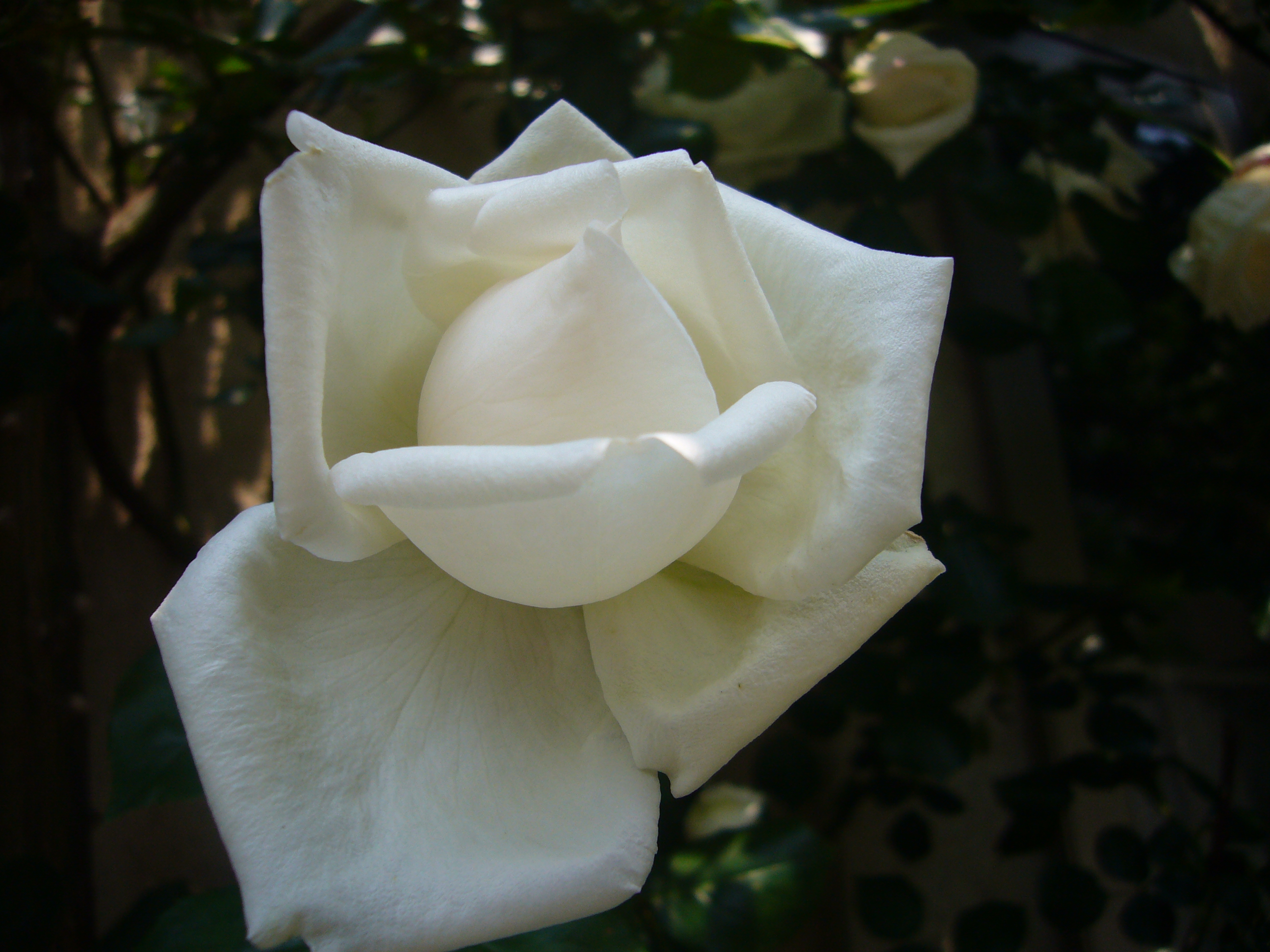
Rosa 'Shin-Setsu', 1969.
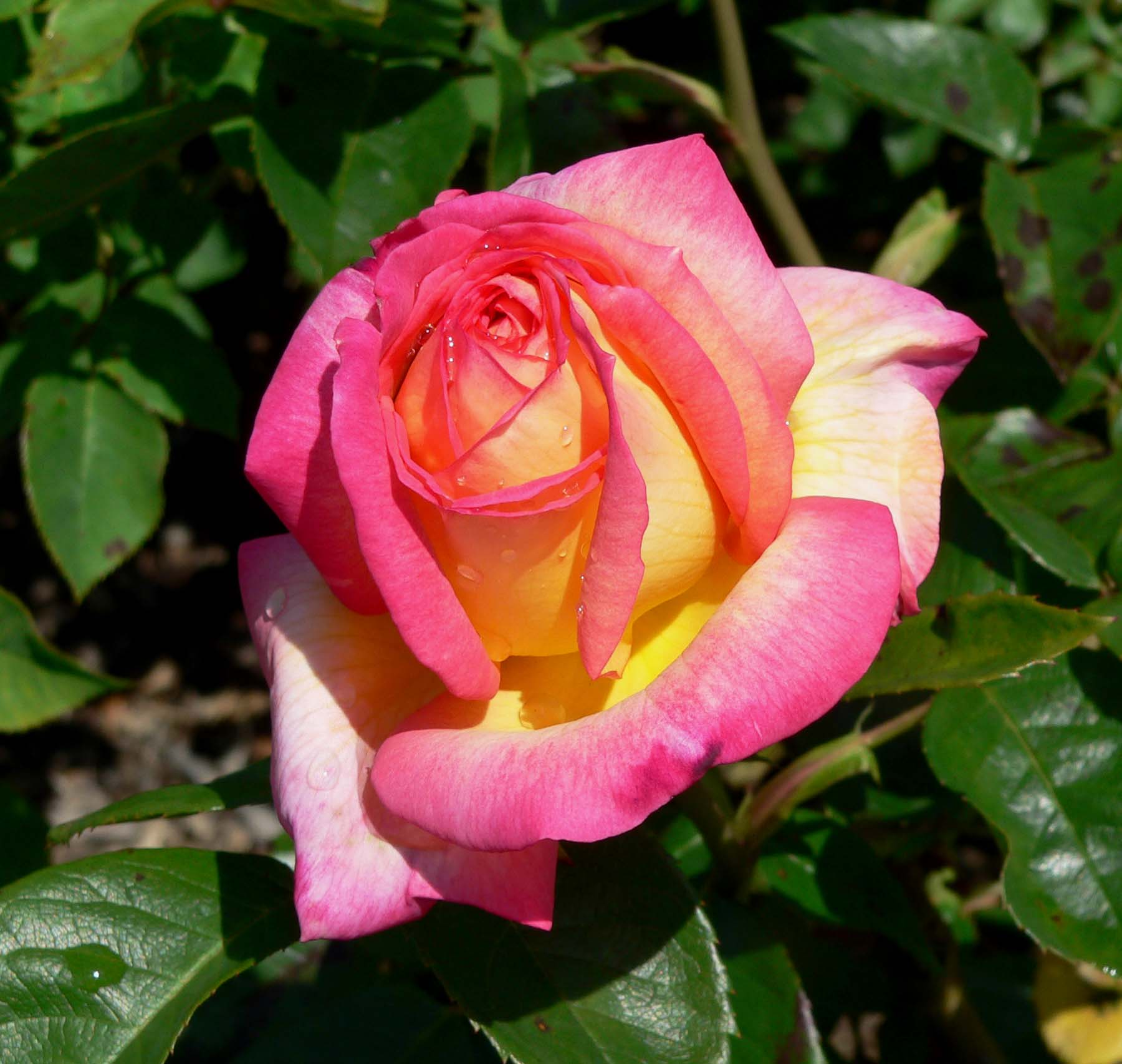
Rosa 'Asagumo', 1973.
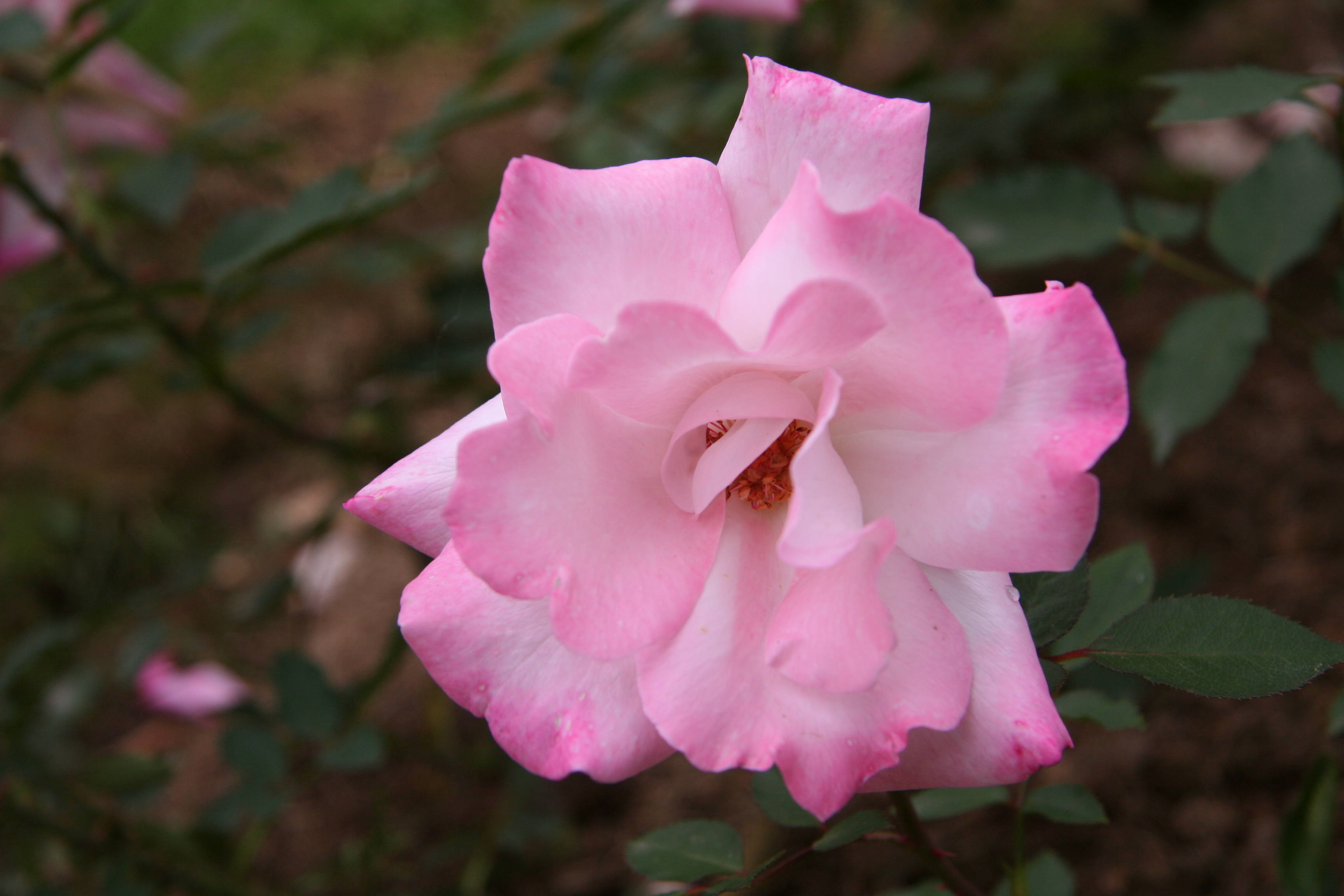
Rosa 'Shun-Poh', 1987.
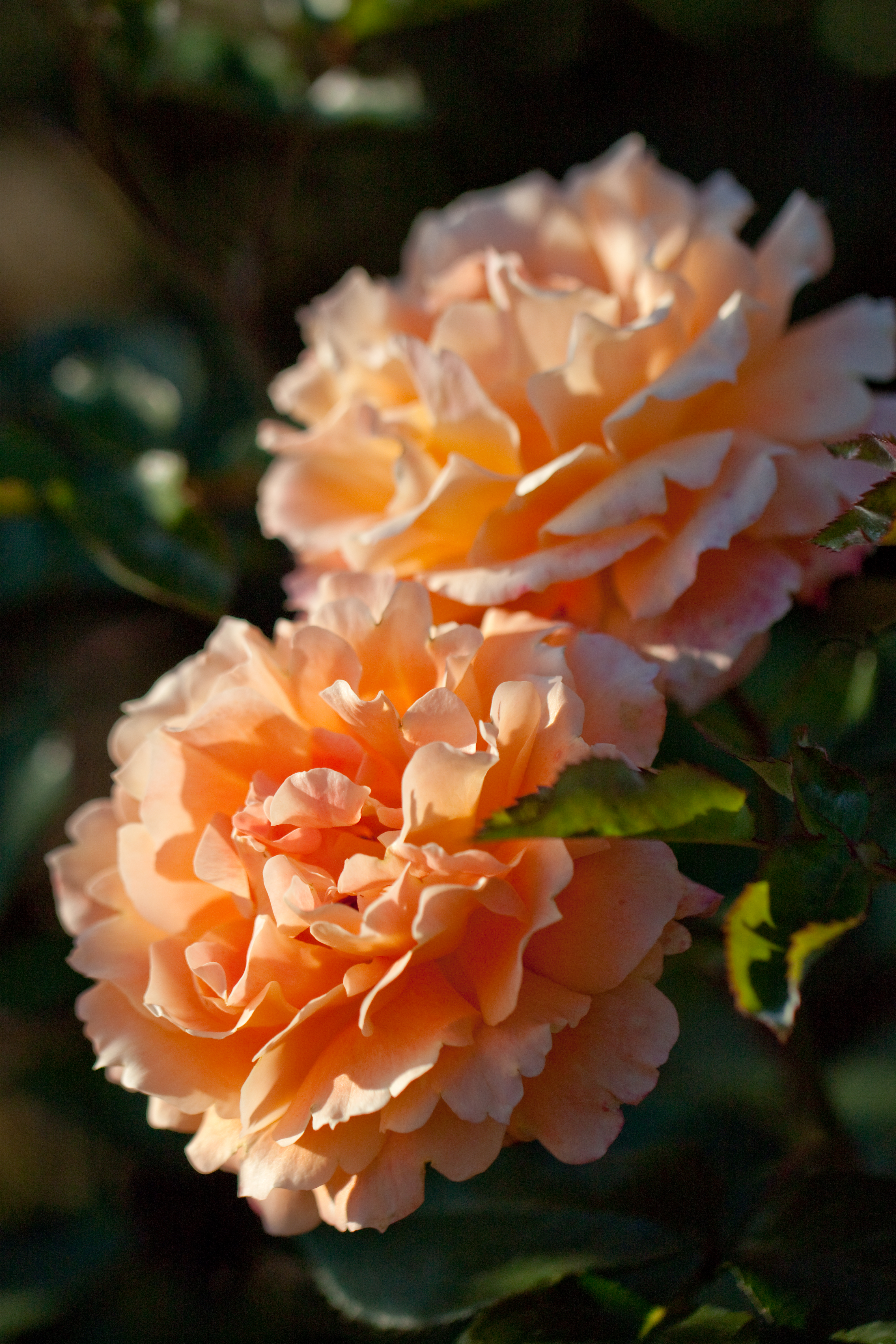
Rosa 'Manyo', 1988.
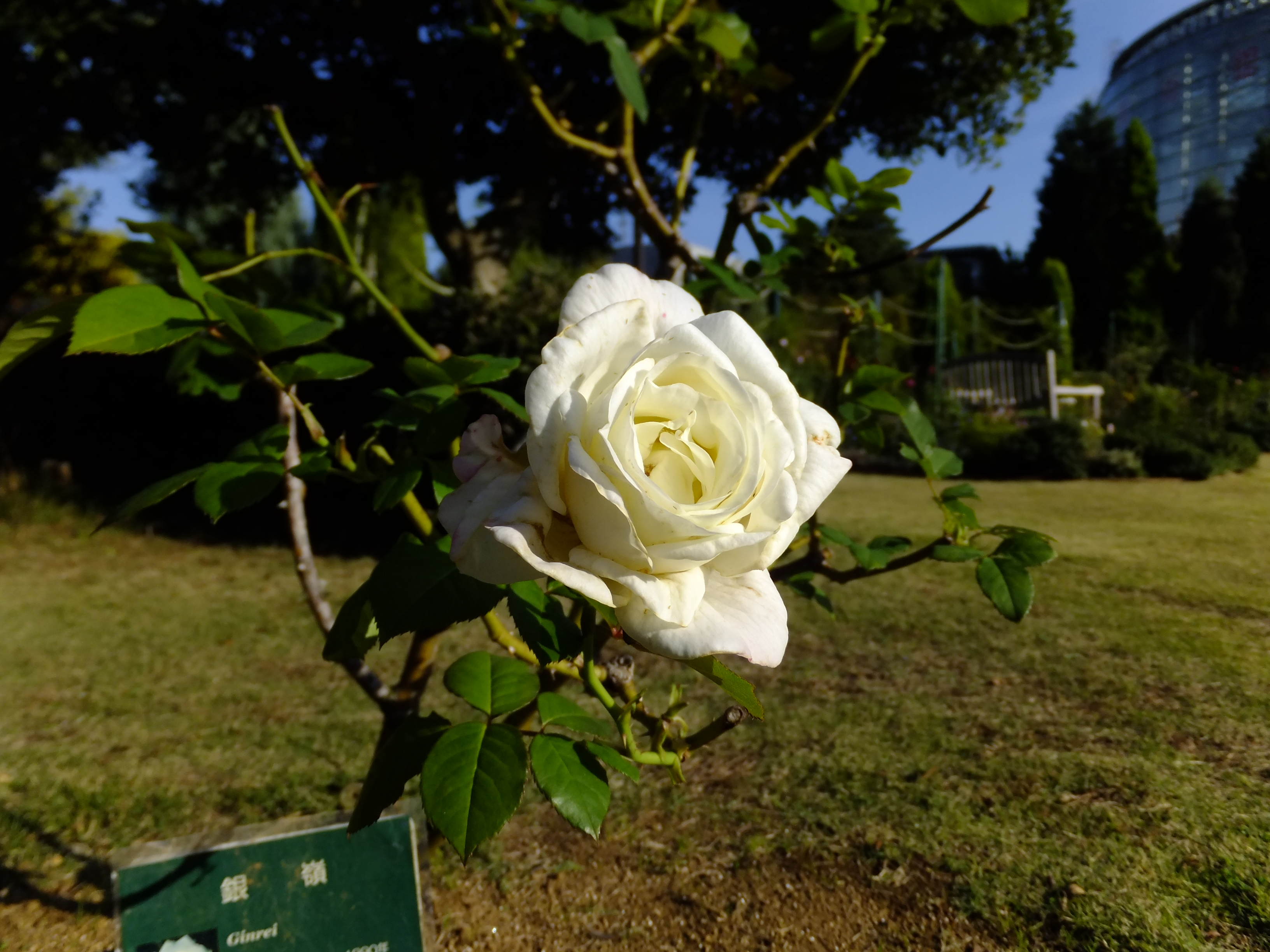
Rosa 'Ginrei', 1990.
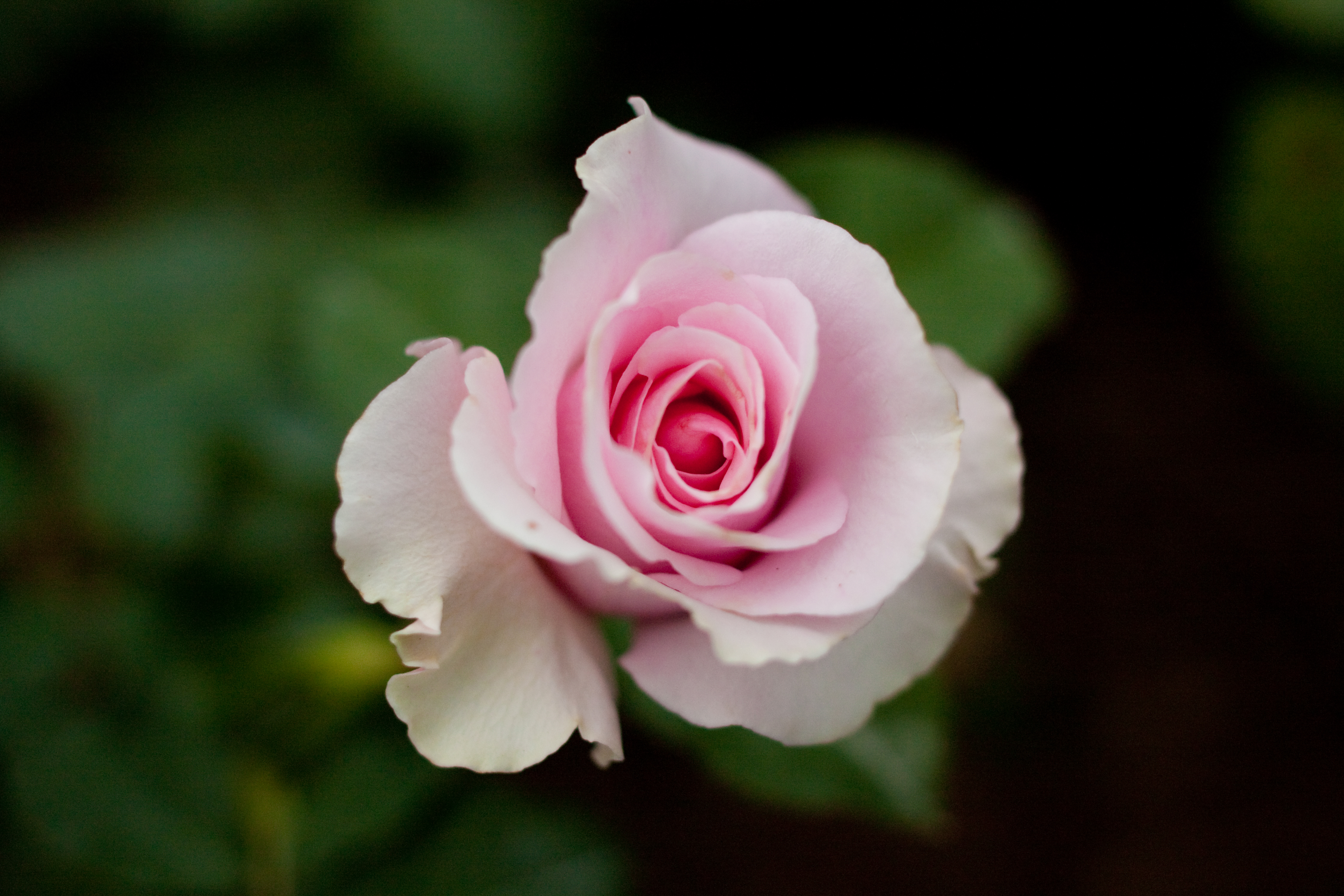
Rosa 'Soushun', 1993.
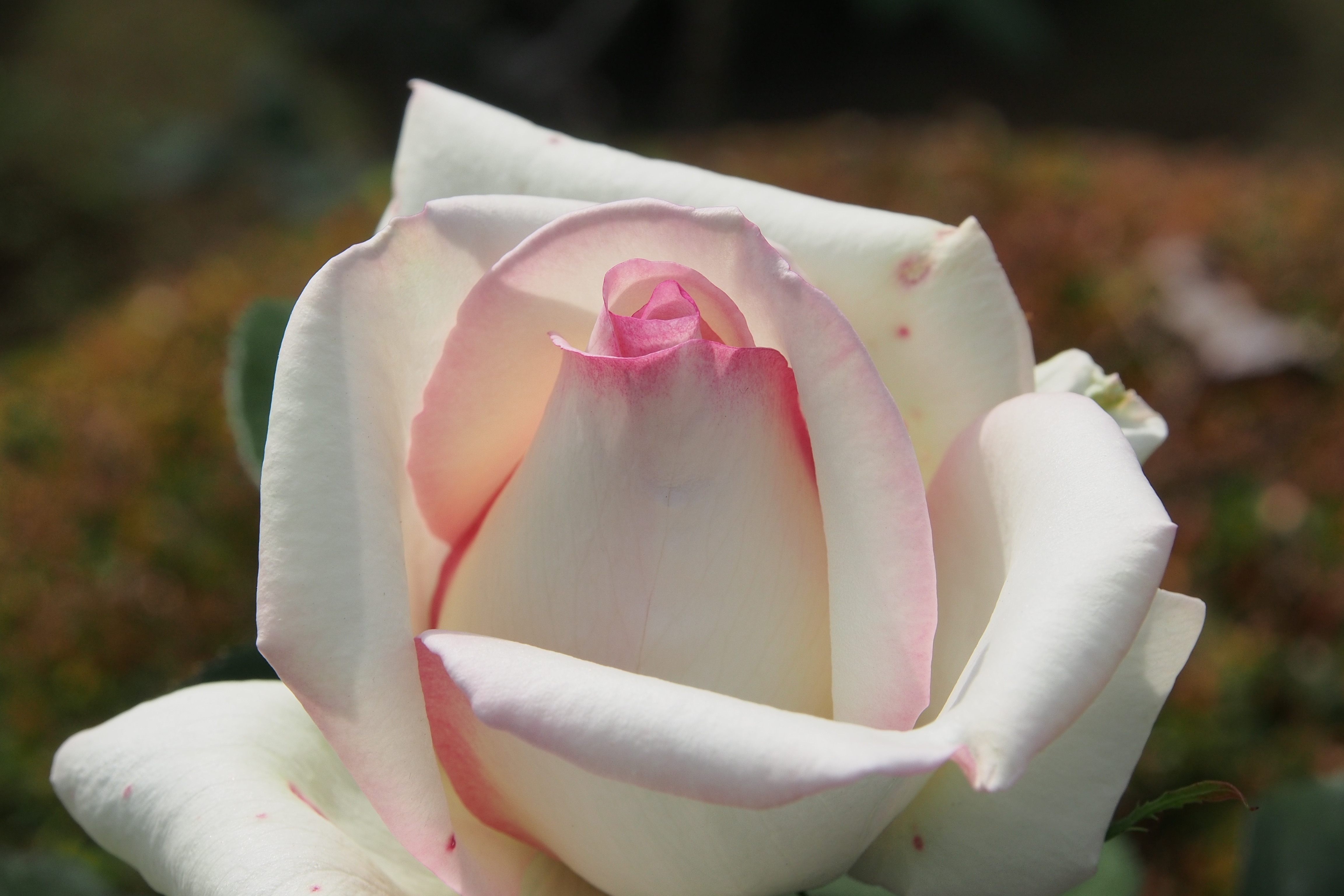
Rosa 'Hatsukoi', 1994. Medalla de bronce JRC 1994.
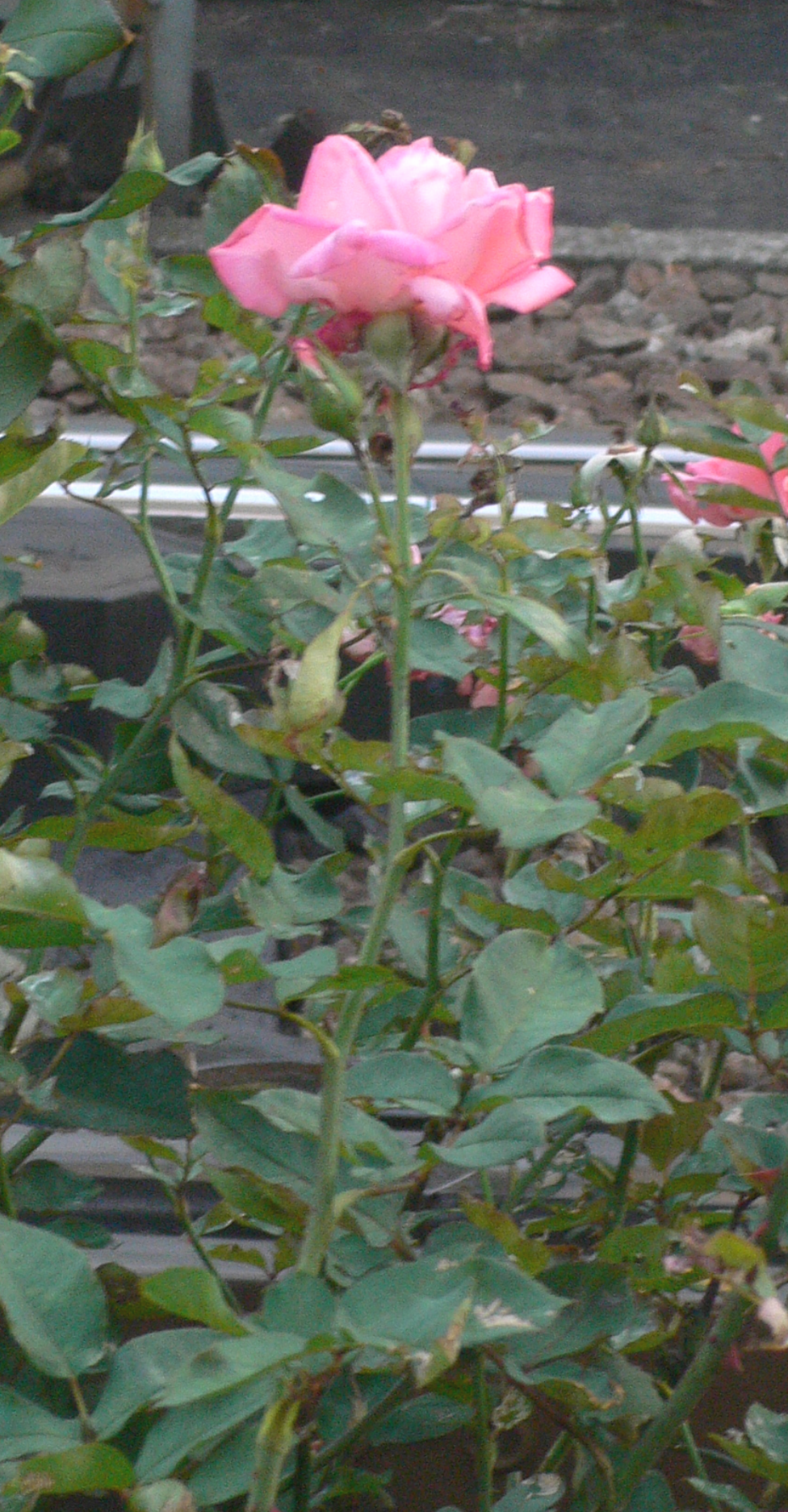
Rosa 'Princess Aiko', 2002.